# Retten til sundhed
Retten til sundhed (herunder retten til lægehjælp)) er en menneskerettighed, der blandt andet er beskyttet i FN's Verdenserklæring om Menneskerettighederne fra 1948 og i FN's konvention fra 1966 om økonomiske, sociale og kulturelle menneskerettigheder.

## Verdenserklæringen fra 1948
I FN's Verdenserklæring om Menneskerettighederne hedder det i artikel 25, stk. 1:
Enhver har ret til en sådan levefod, som er tilstrækkelig til hans og hans families sundhed og velvære, herunder til føde, klæder, bolig og lægehjælp og de nødvendige sociale goder og ret til tryghed i tilfælde af arbejdsløshed, sygdom, uarbejdsdygtighed, enkestand, alderdom eller andet tab af fortjenstmulighed under omstændigheder, der ikke er selvforskyldt.

## Konventionen fra 1966
FN's konvention fra 1966 om økonomiske, sociale og kulturelle menneskerettigheder trådte i kraft i 1976. I konventionens artikel 12, stk. 1 hedder det:
De i denne konvention deltagende stater anerkender ethvert menneskes ret til at nyde den højst opnåelige fysiske og psykiske sundhed.
I konventionens artikel 12, stk. 2 hedder det:
De foranstaltninger, deltagerne i denne konvention skal træffe for at opnå den fulde virkeliggørelse af denne ret, skal omfatte sådanne som er nødvendige for at
a) mindske antallet af dødfødsler og dødeligheden blandt småbørn samt fremme barnets sunde udvikling;
b) forbedre alle sider af de hygiejniske forhold i det menneskelige miljø og på arbejdspladsen;
c) forebygge, behandle og bekæmpe epidemiske og endemiske sygdomme samt erhvervs- og andre sygdomme;
d) skabe betingelser for at sikre ethvert menneske lægehjælp samt kur og pleje under sygdom.